# Легенда о Корре
«Леге́нда о Ко́рре» (изначально «Авата́р: Легенда о Корре», англ. The Legend of Korra) — американский анимационный телесериал, созданный и спродюсированный Майклом Данте Димартино и Брайаном Кониецко, продолжение мультсериала «Аватар: Легенда об Аанге».
Действия происходят в той же вымышленной вселенной мира Аватар, где некоторые представители четырёх народов могут управлять стихиями воды, огня, земли и воздуха и их подвидами. Только Аватар, поддерживающий баланс между четырьмя народами, может обладать силой всех четырёх стихий. Следующим воплощением Аватара после Аанга стала Корра — главная героиня мультсериала.
Сериал заимствует элементы восточноазиатской, южноазиатской и западной культуры и средневековья с использованием элементов стилей аниме, создавая смесь из обычно разделяемых категорий традиционных мультфильмов США.

## Вселенная сериала
Действие сериала разворачивается в вымышленном мире, разделённом на физический мир, населённый людьми и фантастическими животными, обычно гибридами реальных животных, и мир духов. Человечество разделено на четыре нации (народа), соответствующие четырём стихиям (элементам): племена воды, Царство земли, народ огня и воздушные кочевники, хотя в составе каждого из них в сериале показано множество более мелких народов и племён. В каждой нации имеются люди, известные как англ. benders (в русском переводе — «маги») — воды, земли, огня или воздуха, обладающие способностью манипулировать стихией, соответствующий их нации, используя жесты, основанные на восточных боевых искусствах. «Аватар» — единственный человек, способный подчинять себе все четыре стихии.
Среди всех людей только один способен управлять всеми четырьмя стихиями — Аватар, человек, связанный с великим духом Раава. Он — связующее звено между миром людей и миром духов. Аватар — международный арбитр, чья обязанность — поддерживать гармонию между четырьмя нациями и выступать в качестве посредника между людьми и духам. После смерти Аватар вновь перерождается в человеческом теле, но уже в другой нации, в соответствии с циклом: племя воды → Царство земли → народ огня → воздушные кочевники. По традиции, новый Аватар должен путешествовать по миру, чтобы овладеть всеми четырьмя стихиями, после чего он начнет исполнять свою роль глобального миротворца. Цикл перевоплощений может прерваться только при такой смерти аватара, когда он находится в так называемом «состоянии аватара» — мистическом мироощущении, в котором ему передаются знания прошлых воплощений, а также значительно увеличивается присущая ему сила. Это состояние может быть как самоактивируемым механизмом защиты, так и осознанно вызываемым самим аватаром.

## Сюжет
| Книга | Книга | Название   | Эпизоды | Оригинальная дата показа | Оригинальная дата показа |
| Книга | Книга | Название   | Эпизоды | Премьера сезона          | Финал сезона             |
| ----- | ----- | ---------- | ------- | ------------------------ | ------------------------ |
|       | 1     | Воздух     | 12      | 14 апреля 2012           | 23 июня 2012             |
|       | 2     | Мир Духов. | 14      | 20 сентября 2013         | 16 ноября 2013           |
|       | 3     | Перемена   | 13      | 27 июня 2014             | 22 августа 2014          |
|       | 4     | Равновесие | 13      | 3 октября 2014           | 19 декабря 2014          |

Действие сериала разворачивается в Республиканском городе, основанном за 70 лет до начала данного сюжета Аватаром Аангом и Лордом огня Зуко после окончания столетней войны (продолжение). Республиканский город был задуман как символ мира и единства народов, где вместе смогут жить как маги так и обычные люди. Но со временем в нём появились проблемы, с которыми сталкивается новый Аватар — семнадцатилетняя девушка из Южного племени воды по имени Корра.

### «Книга первая: Воздух»
К 16 годам Корра уже овладела магией воды, земли и огня; теперь её задача — обучиться магии воздуха. В этом ей сможет помочь Тензин — сын Аанга и Катары. Тайно Корра прибывает в Республиканский город, и уговаривает Тензина её обучать. В городе Корра находит новых друзей — Болина и Мако. Позже они сталкиваются с организацией «Уравнители», которые ненавидят всех магов, во главе с таинственным человеком по имени Амон, который умеет блокировать энергию ци, лишая людей магии. Уравнители объявляют войну всем магам, и Корре приходится вступить с ними в противостояние.

### «Книга вторая: Мир духов»
Спустя шесть месяцев после революции Уравнителей Корра овладела четырьмя стихиями, магией энергии и состоянием Аватара, теперь она должна узнать больше о мире Духов. Для этого уплывает из Республиканского города, и обращается за помощью к своему дяде Уналаку, вождю Северного племени воды. Однако у Уналака есть свои планы на Аватара. Позже Корра оказывается втянутой в войну Племён воды, великое противостояние духа света Раавы и духа тьмы Ваату, и узнаёт историю появления аватара и разделения мира.

### «Книга третья: Перемена»
После победы над Ваату и Гармоничного сближения Мир духов и людей объединился, а Земля вступила в новую эпоху. У некоторых людей появились способности к магии воздуха, в том числе брата Тензина — Буми, который до этого не обладал никакими магическими способностями. Но также обрёл новые способности и предводитель террористической группировки «Красный Лотос» — Захир. Обретя магию воздуха, Захир сбегает из заключения Белого Лотоса и освобождает своих друзей, чтобы убить Корру и уничтожить цикл аватара. Тем временем Корра и Тензин решают найти новых магов воздуха и тем самым возродить племя воздушных кочевников.

### «Книга четвёртая: Равновесие»
После победы над Захиром, Корра оказалась в тяжёлом состоянии из-за отравления ядом. Сломленная и измученная, она отправляется в путешествие, в поисках самопознания и выживания в мире, где сильные нападают на слабых. Уже на протяжении трёх лет после падения Ба Синг Се на территории Царства Земли силы объединения пытаются навести порядок, во главе с магом металла Кувирой, которая стремится к объединению всего Царства. Однако вскоре становится понятно, что Кувира не объединяет, а насильно присоединяет Земли царства, тем самым развязывая гражданскую войну, пытаясь создать свою Империю. Обзаведясь первым в мире оружием на духовной энергии, она пытается захватить Республиканский город. Лишь Корра с её друзьями могут остановить Кувиру и спасти мир от новой войны.

## Персонажи
- Корра / Аватар — маг воды из Южного Племени. Она — следующее воплощение Аватара после Аанга. Сильна (в том числе и физически), уверена в себе и обладает вспыльчивым характером. Всегда старается преодолеть препятствие, а не избегать его. У неё есть полярная собака-медведь Нага. После раскрытия истинной личности Амона была лишена им всей своей магии, кроме магии воздуха. После победы над Амоном дух Аанга — предыдущего воплощения Аватара — вернул ей силы и обучил Магии энергии, после чего Корра восстановила способности всех магов, кто пострадал от рук Амона. В конце 1 сезона Мако признаётся Корре в любви, и пара существует до заключительных серий 2 сезона, где решают остаться друзьями[13][14]. В конце 4 сезона Корра и Асами становятся официально парой и вместе отправляются путешествовать в мир духов[15].
- Асами Сато — дочь богатого промышленника Хироши Сато, автогонщица. Несмотря на жизнь в роскоши, по характеру Асами жёсткий, самостоятельный и упрямый человек. Обладает навыками самообороны и является большим поклонником турниров магов. Влюблена в Мако и встречается с ним. Асами отклонила предложение своего отца стать уравнителем и присоединилась к команде Аватара. В ходе взаимоотношений с Мако вскоре она узнаёт, что Корра влюблена в Мако и он к ней неравнодушен, — и начинает ревновать. Во 2 сезоне возрождает компанию «Фьючер Индастрис». В 4 сезоне Асами становится парой для аватара Корры, чьи дальнейшие отношения нам показывают в официальном комиксе[15].
- Мако — маг огня и молнии, старший брат Болина. Один из лучших игроков «Арены боёв», капитан команды «Огненные хорьки». Его родителей убили, когда Мако было восемь, и с этого времени ему и его брату приходилось скитаться по улице, пока его не встретил бывший участник боёв по имени Тоза. Тот заметил удивительные способности двух братьев, когда они дрались на улице, и предложил им жить на чердаке «Арены», делая различную работу. Очень беспокоится о своём брате Болине. Во 2 сезоне становится полицейским. В конце 12 серии 1-го сезона Мако и Корра признаются друг другу в любви и целуются, но во втором сезоне расстаются. В 4 сезоне Мако, у которого не сложилось с Коррой, рад тому, что они с Коррой остались просто хорошими друзьями. В своём интервью Брайан Кониецко отметил, что не сомневается, что у Мако всё хорошо сложится на любовном фронте.
- Болин — маг земли и лавы. В отличие от своего брата Мако, имеет весёлый характер. Очень эмоционален, даже в опасной ситуации находит время для шуток. У него есть огненный хорёк по имени Пабу, Болин научил его разным трюкам. Болин очень доверчивый. Во второй книге он встречает двоюродных сестру и брата Корры. Они маги воды, их отец — Уналак, брат отца Корры. Болин начинает встречаться с Эской, о чём впоследствии серьёзно жалеет и весь сезон пытается порвать с ней, но, по-видимому, в 14 серии 2 сезона он начал испытывать к ней чувства. В конце этой же серии они расстались по инициативе Эски. В 3 и 4 сезонах испытывает взаимные чувства к Опал, дочери Суйин Бейфонг. В 4 сезоне был офицером армии Кувиры, впоследствии дезертировал и принимал активное участие в препятствовании Кувире.
- Пабу — огненный хорёк Болина, имеет схожесть с малой пандой. Болин нашёл его на улице, когда тот пытался раздобыть еду. Прекрасно знает язык жестов Болина, благодаря которому не раз спасает команду Аватара. Болин научил его нескольким трюкам.
- Тензин — маг воздуха, младший сын из трёх детей Аанга и Катары. Служил в консульстве Республики и является представителем воздушных кочевников. К работе относится со всей серьёзностью. Усердно работает для защиты культуры и учений своего народа. Женат на Пеме, имеет четверых детей. Старшая дочь Тензина, Джинора — проводник в мир духов, умная и отважная, присматривает за своими двумя братьями и сестрой. Тензин гордится ей как самой ответственной из своих детей. После того, как совет распался, Тензин больше не работает на Республиканский город.
- Лин Бейфонг — дочь Тоф, маг земли, шеф полиции Республиканского города. Для поимки преступников полиция использует магию металла. Ранее встречалась с Тензином, но после их разрыва стала сильно его недолюбливать. Поначалу не испытывает тёплых чувств и к приехавшей в город Корре, но позже меняет своё отношение и старается всеми силами ей помочь. Уходит в отставку, потому что собирается поймать Амона своим способом, который, по её словам, противоречит законам. Спасая семью Тензина, была захвачена и лишена магии Амоном, но в конце сезона Аватар Корра с помощью магии энергии вернула ей способности. В 3 и 4 сезоне освещаются её отношения с другими членами семьи Бейфонг — сестрой Суйин и Тоф.

## Создание

Майкл Данте Димартино, Брайан Кониецко
и др. на выставке Comic-Con 2011

По оригинальной задумке Майкла Данте Димартино и Брайан Кониецко, история Аватара Аанга должна была закончиться после окончания сериала. Но после успеха мультсериала, стало понятно что Nickelodeon закажет новые серии. Поэтому авторы решили перенести сюжет на какое-то время вперёд и рассказать историю о следующем Аватаре — Корре.
В мае 2010 года Nickelodeon запустил новый проект и начал подбирать персонал. В июне 2010 года, перед выходом в прокат фильма «Повелитель стихий», Nickelodeon официально подтвердил что начал работать над новым сериалом «Аватар: Легенда о Корре». Во время выставки Comic-Con 2010 компания выпустила официальный пресс-релиз, где объявили, что: «Легенда о Корре» — это мини-сериал, состоящий из 12 серий, рассчитаный на более взрослую аудиторию, чем «Аватар: Легенда об Аанге».
В марте 2011 года, компания Nickelodeon раскрыла лицо главной героини Корры, объявила о переименовании мультсериала в «Последний маг воздуха: Легенда о Корре» (англ. The Last Airbender: Legend of Korra) и переносе даты выхода мультсериала на 2011—2012 гг. 8 марта 2011 года создатели сериала Майкл Данте Димартино и Брайан Кониецко дали интервью газете The Wall Street Journal, где подробно рассказали о персонаже Корре и изменившемся за 70 лет мире Аватара, а также о том, что сериал будет состоять из 26 серий, а не из 12, как ожидалось ранее. В том же интервью Майкл Данте Димартино заявил, что для первых 12 серий уже полностью завершено озвучивание, они отданы художникам-аниматорам, а следующие 14 серий в процессе создания.
С 21 по 24 июля 2011 года на конвенте Comic-Con 2011 публике был представлен минутный трейлер мультсериала, были раскрыты ряд сюжетных подробностей и лица многих персонажей мультсериала «Легенда о Корре». Также на выставке было рассказано, что вместо 26 серий поклонники мультсериала увидят два мини-сезона по 12 и 14 серий соответственно.
Для того, чтобы избежать повторения приключений Аватара Аанга, создатели сосредоточили место действий в одном месте под названием Республиканский город: это мегаполис в стиле дизельпанк, где вместе живут люди всех народов и наций, маги и простые жители. Идея концептуального города взята с нескольких городов: Шанхая в 1920-х и 1930-х годов, Гонконга, Манхэттена и Ванкувера. Окончательный вид персонажа Корры, других героев и первый официальный трейлер были показаны на выставке San Diego Comic-Con International 23 и 24 июля в 2011 году, также там был впервые показан зверь-хранитель Корры — полярная собака-медведь по имени Нага. 14 апреля 2012 года состоялась премьера на канале Nickelodeon (1 сезон). В России показ начался 2 сентября 2012 года на телеканале Nickelodeon, предпоказ был 26 августа 2012 года. Премьера 2 сезона состоялась 13 сентября 2013 года. Премьера 3 сезона состоялась 27 июня 2014 года. Финальные две серии 3 сезона были показаны 22 августа 2014 года. В России показ 3 сезона начался 1 сентября 2014 года на телеканале Nickelodeon. Премьера 4 сезона состоялась 3 октября 2014 года. Финальные серии сериала были показаны 19 декабря 2014 года.

## Объединённая республика
Объединённая республика наций, или просто Объединённая республика — государство, созданное аватаром Аангом и лордом огня Зуко после завершения Столетней войны на месте бывших колоний народа огня. По замыслу Аанга и Зуко, она должна была стать местом, где маги и не-маги из разных народов жили бы вместе в мире и гармонии. Столицей Объединённой республики является Республиканский город (другой вариант перевода названия — город Республика) — мегаполис, раскинувшийся на берегу залива Юи.

## Список серий
| Книга | Книга | Название   | Эпизоды | Оригинальная дата показа | Оригинальная дата показа |
| Книга | Книга | Название   | Эпизоды | Премьера сезона          | Финал сезона             |
| ----- | ----- | ---------- | ------- | ------------------------ | ------------------------ |
|       | 1     | Воздух     | 12      | 14 апреля 2012           | 23 июня 2012             |
|       | 2     | Мир Духов. | 14      | 20 сентября 2013         | 16 ноября 2013           |
|       | 3     | Перемена   | 13      | 27 июня 2014             | 22 августа 2014          |
|       | 4     | Равновесие | 13      | 3 октября 2014           | 19 декабря 2014          |

«Легенда о Корре» изначально была задумана как 12-серийный мини-сериал. Однако Nickelodeon расширил рамки проекта до целого сезона из 26 эпизодов, а в июле 2012 — сезонов из 26 серий в каждом. Несмотря на это, создатели сериала разработали сюжетную линию как состоящую из четырёх отдельных «книг», в состав которых входят 12—14 эпизодов («глав») с самостоятельным сюжетом в каждой части. Всего вышло четыре «книги».

## В ролях

### Главные роли
- Джанет Варни — Корра
- Дэвид Фаустино — Мако
- П. Дж. Бирн — Болин
- Сейшелл Гэбриел — Асами Сато
- Джонатан Симмонс — Тензин
- Минди Стерлинг — Лин Бейфонг

Также Ди Брэдли Бейкер озвучил звуки животных во всех сериях, а Джефф Беннетт голос рассказчика в начале каждой серии.

### Второстепенные роли
| 1 сезон: - Мария Бэмфорд — Пема (1,2,3,4) - Кирнан Шипка — Джинора (1,2,3,4) - Дарси Роуз Бирнс — Икки (1,2,3,4) - Логан Уэллс — Мило (1,2,3,4) - Стивен Блум — Амон (1,3,4) - Ди Брэдли Бейкер — Тарлок (1) - Лэнс Хенриксен — Лейтенант (1) - Дэниел Дэ Ким — Хироши Сато (1,4) - Ричард Эпкар — Сайкхан (1) - Данте Баско — Генерал Айро (1,2,3,4) - Эва Мари Сейнт — Катара (1,2,3,4), - Алекс МакКенна — Сенна (1,2,3,4) - Д. Б. Суини — Аватар Аанг (1,2), Сокка (1) - Клэнси Браун — Якон (1) - Рами Малек — Тано (1) 2 сезон: - Эдриэн ЛеТорелл — Уналак (2,3,4) - Джеймс Ремар — Тонрак (2,3,4) - Джон Майкл Хиггинс — Варрик (2,3,4) - Ричард Рили — Буми (2,3,4) - Лиза Эдельштейн — Кая (2,3,4) - Обри Плаза — Эска (2,3,4) - Аарон Химельштейн — Десна (2,3,4) - Стивен Ён — Аватар Ван (2) - Эйприл Стюарт — Раава (2,3,4) - Джонатан Адамс — Ваату (2,3,4) - Спенсер Гаррет — Президент Райко (2,3,4) - Стефани Шех — Чжу-Ли (2,3,4) - Рик Зефф — Ганг (2) - Марк Аллан Стюарт — Лу (2) - Эми Гросс — Джинджер (2) - Грег Болдуин — Айро (2,3) | 3 сезон: - Генри Роллинз — Захир (3,4) - Питер Джайлс — Газан (3) - Грей ДеЛизл — Минг-Хуа (3) - Кристи Ву — Пи Ли (3) - Скайлер Бригманн — Кай (3,4) - Брюс Дэвисон — Лорд Зуко (3) - Энн Хеч — Су Бейфонг (3,4) - Морис ЛаМарш — Айвэй (3) - Элисон Стоунер — Опал (3,4) - Зельда Уильямс — Кувира (3,4) - Джим Мескимен — Баатар Старший (3,4), Доу (3,4) - Джейсон Мэрсден — Хьюан (3,4) - Маркус Тодзи — Винг, Вэй (3,4) - Джейн Тэйни — Королева Хоу-Тинг (3) - Митчелл Уитфилд — Ган (3,4) - Сьюзен Сайло — Инь (3,4) - Грег Сайпс — Ту (3,4) 4 сезон: - Тодд Хаберкорн — Баатар Младший - Сунил Малхотра — Царевич Ву - Филес Семплер — Тоф Бейфонг |

## Факты
- В Республиканском городе популярны профессиональные бои между магами (англ. Probending), подобно боям между магами Земли в «Легенде об Аанге». Для постановки этих боёв в команду создателей были приглашены специалисты по смешанным единоборствам[17].

## Комиксы
Борьба за территорию (англ. Turf Wars) — серия комиксов, которая будет выпущена компанией Nickelodeon совместно с компанией Dark Horse в 2017—2018 годах. В комиксах рассказывается о событиях, которые произошли после финала 4-го сезона сериала Легенда о Корре. В центре истории — последствия появления в центре Республиканского Города портала духов.
● Авторы: Майкл Данте ДиМартино и Брайан Кониецко.
● Художники: Ирен Кох (комикс), Хитер Кэмпбелл (обложка).
Известные факты о трилогии:
• События будут разворачиваться после того, как Корра и Асами вернулись из своего путешествия из мира Духов.
• Неизвестный бизнесмен собирается сделать из портала духов и его окрестностей парк развлечения.
• Жители, эвакуированные из города во время атаки Кувиры, обнаруживают, что их дома разрушены.
• Триады объединяются, чтобы попытаться захватить власть в городе, который медленно погружается в хаос.
Даты выхода комиксов:
● Борьба за территорию, часть 1 — 26 июля 2017 года.
● Борьба за территорию, часть 2 — 17 января 2018 года.
● Борьба за территорию, часть 3 — 4 сентября 2018 года

## Видеоигры
В 2014 было анонсировано сразу две игры — Легенда о Корре и Легенда о Корре: Начало новой эры. Первая игра была разработана компанией Platinum Games и издана компанией Activision 21-22 октября 2014 года для платформ Microsoft Windows, PlayStation 4, PlayStation 3, Xbox One и Xbox 360. Вторая игра была разработана компанией Webfoot Technologies и издана теми же Activision 28 октября 2014 года только для Nintendo 3DS.

## Оценка сериала
Премьерные эпизоды мультсериала, только в США посмотрели рекордные 4,5 миллиона человека. Благодаря таким результат и положительным отзывам критиков, мультсериал был продлён ещё на 3 сезона.
Вторая Книга не повторила успех Первой Книги, средний рейтинг эпизодов Второй Книги составил 2,1 миллиона человека. Частично это было связано со сменой времени показа, и с переносом трансляции с субботы на ранний вечер пятницы.
Средний рейтинг Третьей Книги составил чуть более 1 миллиона человек за эпизод. Снижению рейтингов послужили слитые в интернет новые эпизоды мультсериала, а также отрицательные отзывы фанатов «Легенды об Аанге». В итоге сезон был снят с трансляции, последний эпизод Nickelodeon транслировал через свой официальный сайт.
Четвёртый сезон был показан на онлайн-ресурсах. С 9 эпизода Nickelodeon возобновил трансляцию на отдельном канале Nicktoons. Однако несмотря на положительные отзывы критиков, рейтинги сериала продолжали падать.